# Hendrik Lange (Politiker)

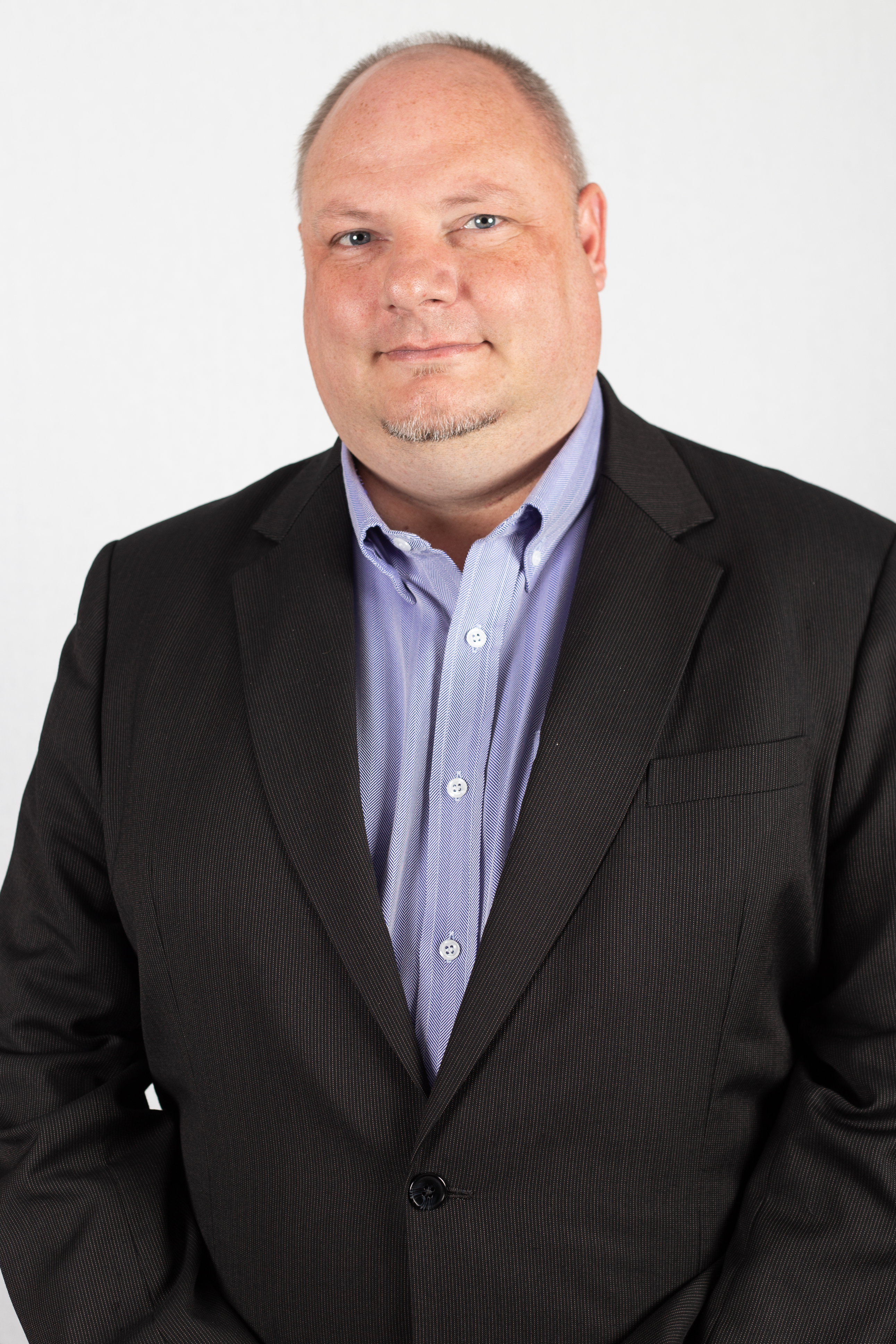
Hendrik Lange 2018

Hendrik Lange (* 20. Januar 1977 in Quedlinburg) ist ein deutscher Politiker (Die Linke).

## Leben und Beruf
Hendrik Lange absolvierte 1995 das Abitur am Süderstadtgymnasium Quedlinburg. Nach dem Zivildienst schloss Lange ab 1996 ein Studium der Biologie an der Martin-Luther-Universität Halle-Wittenberg (MLU) an, das er 2005 mit dem Abschluss als Diplom-Biologe beendete.
Lange wurde 1998 durch die Fachschaft Biologie in den Studierendenrat der Martin-Luther-Universität gewählt, dem er bis 2001 angehörte. Er führte zeitweise das Amt des stellvertretenden Präsidenten bzw. des Präsidenten und war im letzten Amtsjahr Vorstandsmitglied. Er war Mitbegründer des LesBiSchwulen Arbeitskreises ARCUS und dessen Sprecher. Bis zum Abschluss des Studiums war Lange zudem Sprecher des Arbeitskreises Protest, der im Wesentlichen die Studierendenproteste in Halle (Saale) gegen den Abbau der Hochschullandschaft sowie der Hochschuldemokratie und gegen Studiengebühren koordinierte.
Von 1999 bis 2005 war Hendrik Lange Studierendenvertreter im akademischen Senat der Martin-Luther-Universität. Von 2001 bis zu dessen gesetzlicher Auflösung war Lange Mitglied im Konzil der Universität.
Von Oktober 2005 bis April 2006 war Lange Wahlkreismitarbeiter der Landtagsabgeordneten Rosemarie Hein (Linkspartei.PDS).

## Partei
Hendrik Lange trat 2002 in die PDS ein, wurde 2004 Sprecher des Arbeitskreises Bildung beim Stadtvorstand Halle (Saale) und 2006 Sprecher der Landes-AG Bildung in Sachsen-Anhalt. Er war Kandidat der Linken, SPD und Grünen bei der Wahl des Oberbürgermeisters in Halle (Saale) 2019, unterlag jedoch in der Stichwahl am 27. Oktober 2019 dem parteilosen Amtsinhaber Bernd Wiegand.
Hendrik Lange wurde am 3. Juni 2023 zum Co-Vorsitzenden des Landesvorstands der Linken in Sachsen-Anhalt gewählt.

## Abgeordneter
Lange ist seit 2004 Mitglied des Stadtrates der kreisfreien Stadt Halle (Saale) und dort seit Mandatsantritt bildungspolitischer Sprecher sowie stellvertretender Vorsitzender seiner Fraktion. Außerdem war er von 2009 bis 2014 stellvertretender Vorsitzender und von 2014 bis 2019 Vorsitzender des Stadtrates.
Im März 2006 wurde Lange erstmals über die Landesliste der Linkspartei.PDS in den Landtag von Sachsen-Anhalt gewählt. Er war stellvertretender Vorsitzender des Ausschusses für Bildung, Wissenschaft und Kultur sowie Sprecher für Hochschul-, Wissenschafts- und Technologiepolitik der Linksfraktion. Bei der Wahl 2011 zog er erneut über die Landesliste der Partei DIE LINKE in den Landtag ein und war Sprecher für Hochschul- und Wissenschaftspolitik sowie Erwachsenenbildung. Nach der Wiederwahl bei der Landtagswahl 2016 war Lange Sprecher für Hoch-, Wissenschafts- und Technologiepolitik, Netzpolitik und Umweltpolitik sowie ordentliches Mitglied im Ausschuss für Wirtschaft, Wissenschaft und Digitales sowie dem Umweltausschuss. Bei der Landtagswahl 2021 wurde er wiederum über die Landesliste ins Parlament gewählt.

## Gesellschaftliches Engagement
Hendrik Lange ist Vorsitzender der Rosa-Luxemburg-Stiftung in Sachsen-Anhalt. Er ist Vorsitzender des Vereins BBZ „lebensart“ e. V., der seit 1990 im Süden Sachsen-Anhalts für die Belange sexueller Minderheiten eintritt, sowie Mitglied im Förderverein der Volkshochschule „Adolf Reichwein“ in Halle (Saale).